# Síndrome de deleción 2q23.1
El síndrome de deleción 2q23.1 es un trastorno genético que se caracteriza por discapacidades intelectuales moderadas a severas, retrasos del desarrollo, y problemas de comportamiento.

## Signos y síntomas
Los síntomas más comunes (en las personas con el síndrome) suelen ser los siguientes: hipotonía, acumulación de peso lenta, retrasos del lenguaje, convulsiones regulares, estereotipia, y baja estatura, los menos comunes suelen ser macrodoncia , la clinodactilia del dedo meñique, unicejas, etc.), comportamientos autodestructivos, hallux varus, microcefalia, braquicefalia, anormalidades del sueño (tales como insomnio),  y risa en momentos inapropiados.

## Causas
Este trastorno es causado por una deleción de una región del brazo largo del cromosoma 2, más específicamente 2q23.1, esta región contiene genes tales como el gen MDB5, este gen sirve como código para que la célula haga que otros genes produzcan proteínas específicas, debido a que solo hay una copia de este gen en lugar de 2, no se hace la suficiente proteína MDB5, la cual es esencial para la formación y función correcta del cerebro.

## Etimología
Un estudio fue hecho para ver si la reducción de MDB5 afectaría a ratones, cuándo nacieron los ratoncitos, era evidente que eran más pequeños que sus compañeros de camada, también se reveló que tenían anormalidades craneofaciales, también tenían problemas de comportamiento, estos eran los siguientes: baja coordinación motora, comportamientos sociales anormales, un exceso de aseo personal, y una respuesta menor a estímulos inductores de miedo usados contextualmente, esto indica una menor habilidad de aprendizaje emocional/de memoria.